# О, Інтернет! Мрії цифрового світу
«О, інтернет! Мрії цифрового світу» (англ. Lo and Behold, Reveries of the Connected World) — документальний фільм режисера Вернера Герцога, що вийшов на екрани в 2016 році. Стрічка отримала почесну згадку на Мюнхенському кінофестивалі та премію «Золотий трейлер» за кращий постер документального фільму.

## Сюжет
Вернер Герцог досліджує походження інтернету та його роль в житті сучасного суспільства. У фільмі обговорюються як світлі, так і темні сторони всесвітньої павутини: глядач знайомиться з вченими, що використовують мережі для вирішення важливих наукових і технічних завдань; сім'єю, постраждалої від неконтрольованого розповсюдження особистої інформації; людьми, які шукають притулок від повсюдного проникнення електроприладів. Обговорюються теми надійності мереж, комп'ютерної безпеки, робототехніки, штучного інтелекту і навіть можливості інтернету на Марсі. Серед співрозмовників — Боб Кан, Леонард Кляйнрок, Тед Нельсон, Кевін Митник, Денні Хілліс, Ілон Маск, Себастьян Трун та ін.

## Рецензії
- Надія Червінська. Колективне марення цифровим майбутнім: побічні ефекти та інші дияволи // Політична критика. — 29 березня 2017.